# Langley (Waszyngton)
Langley – miasto w Stanach Zjednoczonych, w stanie Waszyngton, w hrabstwie Island. Miasto leży na wyspie Whidbey.